# Olympische Sommerspiele 1988/Teilnehmer (Pakistan)
| Gelbes Symbol für Goldmedaillen mit stilisierten Olympischen Ringen | Graues Symbol für Silbermedaillen mit stilisierten Olympischen Ringen | Braundes Symbol für Bronzemedaillen mit stilisierten Olympischen Ringen |
| ------------------------------------------------------------------- | --------------------------------------------------------------------- | ----------------------------------------------------------------------- |
| —                                                                   | —                                                                     | 1                                                                       |

Pakistan nahm an den Olympischen Spielen 1988 in Seoul teil. Es war die insgesamt 10. Teilnahme an Olympischen Sommerspielen. Pakistan schickte 30 Athleten nach Seoul.

## Teilnehmer nach Sportarten

### Boxen
Männer Halbschwergewicht
- Abrar Hussain Syed, 9. Platz

Männer Mittelgewicht
- Syed Hussain Shah 3. Platz

### Hockey
Platzierung: 5. Platz
Kader:
- Tahir Zaman
- Amir Zafar
- Tariq Sheikh
- Zahid Sharif
- Qazi Mohib
- Muhammad Qamar Ibrahim
- Musaddiq Hussain
- Khalid Hamid
- Khalid Bashir
- Naeem Amjad
- Nasir Ali
- Naeem Akhtar
- Shahbaz Ahmed
- Manzoor Ahmed
- Ishtiaq Ahmed

### Leichtathletik
Männer Weitsprung
- Muhammad Urfaq Qualifikation, 30. Platz

Männer 4 × 400-m-Staffellauf
- Muhammad Sadaqat Halbfinale, Runde 2, 8. Platz
- Bashir Ahmad Halbfinale, Runde 2, 8. Platz

Männer 400 m
- Muhammad Fayyaz Runde 1, 6. Platz

Männer Dreisprung
- Haider Ali Shah Qualifikation, 37. Platz

Männer 100 m
- Muhammad Afzal Runde 1, 6. Platz

Männer 800 m
- Syed Meshaq Rizvi Runde 1, 8. Platz

### Segeln
Männer Finn-Dinghy
- Mamoon Sadiq 29. Platz
- Javed Rasool 29. Platz

### Tischtennis
Männer Einzel
- Farjad Saif 25. Platz

### Ringen
Männer Halbschwergewicht Freestyle
- Abdul Majeed Endergebnis, 7. Platz

Männer Bantamgewicht Freestyle
- Muhammad Azeem ausgeschieden in Runde 2 von 7

Männer Weltergewicht Freestyle
- Muhammad Anwar ausgeschieden in Runde 3 von 7